# 525 pr. n. št.

## Dogodki
- Perzijci osvojijo Egipt